# Matías Caseras
Matías Ezequiel Caseras Taberna, noto semplicemente come Matías Caseras (Colonia del Sacramento, 20 marzo 1992), è un calciatore uruguaiano, centrocampista svincolato.

## Caratteristiche tecniche
È un mediano.

## Carriera
Cresciuto nel settore giovanile del Nacional, nel 2011 è passato al Plaza Colonia. Ha esordito in prima squadra il 13 ottobre 2013 disputando l'incontro di Segunda División Profesional pareggiato 1-1 contro il Dep. Maldonado.